# Пневский, Ариан Петрович
Ариан Петрович Пневский (1924 — 9 мая 2015, Таганрог) — настоятель Свято-Георгиевского храма в Таганроге.

## Биография
Протоиерей Ариан Пневский родился в 1924 году в семье священника. До принятия сана его отец был офицером царской армии.
Великая Отечественная война застала его на территории современной Польши, где он работал на железной дороге помощником машиниста. Ариан передавал партизанам сведения о продвижении поездов с немецкими солдатами и бронетехникой, а также поездов с советскими военнопленными и угоняемыми на работу в Германию мирными жителями. Когда в списках отправляемых в Германию оказался сам Ариан Пневский, партизаны забрали его в отряд под командованием легендарного партизанского генерала Сидора Артемьевича Ковпака.
Ариану Пневскому довелось участвовать в рейдах по фашистским тылам и диверсиях. После первого ранения семье отца Ариана по ошибке была отправлена «похоронка». Выписавшись из госпиталя, отец Ариан был направлен в танковые войска. Во время боя, в результате прямого попадания в танк вражеского снаряда сдетонировал боекомплект. Как правило, в таких случаях никто из членов экипажа в живых не остается, и родственники получили уже вторую похоронку. Но, к счастью, опять преждевременную. Вернуться домой отец Ариан смог уже после войны, лишь в конце 1945 года.
В 1945 году он поступил в Одесскую Духовную семинарию и окончил её с отличием в 1949 году. В 1952 году Ариана Пневского рукоположили.
Основной период пастырского служения отца Ариана пришелся на годы хрущевских гонений на Церковь. Ареста и заключения отец Ариан смог избежать лишь благодаря своим воинским заслугам: власти не решились открыто репрессировать священника, прошедшего всю войну и имевшего многие боевые награды.
Первый свой храм, Покрова Пресвятой Богородицы, отец Ариан возвёл в Новошахтинске. Прихожане сами разгружали кирпич, выстроившись цепочкой.
В 1986 году отец Ариан был назначен настоятелем Свято-Георгиевского храма в Таганроге. Его трудами, по проекту, составленному им самим, началось строительство новой Церкви. Разобрали здание старого амбара, для строительства использовали кирпич нового храма. В итоге Церковь получилась размером 21 x 11 метров, имела 5 колоколов, было оборудовано место для чина отпевания. Внутри на антресолях была устроена площадка для хоров.
Освящение вновь отстроенной Церкви приурочили к дням празднования в честь Святого великомученика Георгия Победоносца. Чин освящения в присутствии Настоятеля храма о. Ариана и многочисленных верующих 5 мая 1991 года совершил Митрополит Ростовский и Новочеркасский Владимир.
За долгие годы священнического служения и труда на благо Русской Православной Церкви в 1989 году Святейший Патриарх Московский и всея Руси Пимен наградил отца Ариана одной из высших священнических наград — Святой Митрой.
В связи с тяжелой болезнью отца Ариана и невозможностью совершать богослужение, а также нести груз хозяйственных забот, 12 июня 2008 года настоятелем Свято-Георгиевского храма был назначен протоиерей Алексей Лысиков, а протоиерей Ариан получил статус «почётного настоятеля».
Умер 9 мая 2015 года в Таганроге. В некрологе Таганрогского благочиния было сказано: «В день 70-летия окончания войны Господь призвал Своего воина в путь всея земли, указуя особое благоволение почившему». Митрополит Ростовский и Новочеркасский Меркурий в своём соболезновании отметил, что «через всю жизнь протоиерей Ариан пронёс весть о Величайшей победе Христа над грехом вкупе с Великой Победой нашего народа в Великой Отечественной войне».
Похоронен отец Ариан в Таганроге на Мариупольском кладбище, близ часовни святого благоверного великого князя Александра Невского.

## Память
- В 2015 году, на 40-й день со дня кончины протоиерея Ариана Пневского в Георгиевском храме города состоялась Божественная литургия и панихида, а также вручение Патриаршей награды — Ордена святого благоверного князя Димитрия Донского 2-й степени[7].